# Прата-д’Ансидония
Прата-д’Ансидония (итал. Prata d’Ansidonia) — коммуна в Италии, расположена в регионе Абруццо, подчиняется административному центру Л’Акуила.
Население составляет 545 человек (на 2005 г.), плотность населения составляет 27,75 чел./км². Занимает площадь 19,64 км². Почтовый индекс — 67020. Телефонный код — 0862.
Покровителем коммуны почитается святитель Николай Мирликийский, чудотворец. Праздник ежегодно отмечается 6 декабря.
Соседние коммуны: Баришано, Капорчано, Сан-Деметрио-не-Вестини, Сан-Пио-Делле-Камере.